# 徐澤 (明朝)
徐澤（？—1629年），字兑若，湖广襄阳府襄陽縣人。

## 生平
应童子试，太守冯若愚大奇之，葛屺瞻督学楚中，取冠多士，曰：子无留行矣。萬曆四十六年（1618年）登戊午科湖广乡试举人，崇祯元年（1628年）戊辰科進士，授遵化县知县，崇禎二年（1629年）十一月，後金軍入關襲擾，兵臨遵化。徐澤方赴任七日，隨巡撫王元雅與推官何天球及前任知县武起潛等憑城拒守，城破殉难，赠光禄寺丞，荫一子。

## 延伸阅读
[在维基数据编辑]
 《明史卷二百九十一》，出自《明史》